# Yves Alvernhe
Pas d'image ? Cliquez ici

a Compétitions nationales et continentales officielles uniquement.

b Matchs officiels uniquement.
Yves Alvernhe, né le 13 juin 1947 à Crespinet (Tarn), est un joueur international français de rugby à XIII évoluant au poste de pilier dans les années 1970.

## Palmarès
- Collectif : 
  - Vainqueur du Championnat de France : 1977[1] (Albi).
  - Vainqueur de la Coupe de France : 1974 (Albi)

### Équipe de France
- International (1 sélection) 1975, opposé à: 
  - Pays de Galles